# Тезак
Теза́к (фр. Thézac) — коммуна во Франции, находится в регионе Пуату — Шаранта. Департамент коммуны — Шаранта Приморская. Входит в состав кантона Сожон. Округ коммуны — Сент.
Код INSEE коммуны — 17445.

## Население
Население коммуны на 2010 год составляло 316 человек.
| 1962 | 1968 | 1975 | 1982 | 1990 | 1999 | 2010 |
| ---- | ---- | ---- | ---- | ---- | ---- | ---- |
| 360  | 350  | 321  | 295  | 302  | 304  | 316  |